# 131.ª Sesión del Comité Olímpico Internacional
La 131.ª Sesión del Comité Olímpico Internacional tuvo lugar en el Centro de Convenciones de Lima en Lima, Perú entre 13 y el 17 de septiembre de 2017. En esta sesión los miembros del COI eligieron a las sedes de los Juegos Olímpicos de Verano de 2024 y Juegos Olímpicos de Verano de 2028.
En abril de 2017, el COI envió al presidente del Comité Olímpico Español, Alejandro Blanco, a la ciudad de Lima para hacer una evaluación y un informe sobre la situación del Perú luego del efecto de las inundaciones sufridas a causa del fenómeno de Niño Costero y de acuerdo a este informe se determinó la factibilidad de realizar la sesión del COI programada en el septiembre de ese año.

## Selección de la ciudad anfitriona de la sesión
El COI recibió tres ofertas de países para albergar la 130.ª Sesión: Finlandia, México y Perú. Sin embargo, el 23 de mayo de 2014, el Comité Olímpico Mexicano informó de su desistimiento para organizar la sesión. El 25 de julio de 2014, el Comité Olímpico Peruano anunció la postulación para organizar la sesión. Por lo que Finlandia y Perú buscaron celebrar la 130.ª Sesión. Finlandia organizó en la ciudad de Helsinki la 47.ª sesión (1952). Lima, en cambio, buscó ser la sede de la 128.ª sesión (2015), pero perdió ante la ciudad de Kuala Lumpur, Malasia. El 9 de diciembre de 2014 en Mónaco, durante la sesión número 127, el COI eligió a Lima como sede de la 130.ª Sesión.
| 127.ª Sesión del Comité Olímpico Internacional 8 y 9 de diciembre de 2014, Mónaco |          |          |          |          |          |          |          |
| Ciudad                                                                            | Votación | Votación | Votación | Votación | Votación | Votación | Votación |
| Lima                                                                              | 54       |          |          |          |          |          |          |
| Helsinki                                                                          | 30       |          |          |          |          |          |          |

## Elecciones de la ciudad anfitriona
Los miembros del COI eligieron la sede de los Juegos Olímpicos de 2024 y Juegos Olímpicos de 2028.

### Juegos Olímpicos de 2024
- París, Francia
- Los Ángeles, Estados Unidos

### Juegos Olímpicos de 2028
- Los Ángeles, Estados Unidos (Candidatura de Los Ángeles a los Juegos Olímpicos de 2024 y 2028)